# Giro d’Italia 2017
Der 100. Giro d’Italia fand vom 5. bis zum 28. Mai 2017 statt. Das Etappenrennen startete in Alghero auf Sardinien und endete in Mailand. Das Straßenradrennen gehörte zur UCI WorldTour 2017. Sieger wurde der Niederländer Tom Dumoulin.

## Teilnehmende Mannschaften
Automatisch startberechtigt waren die 18 UCI WorldTeams der Saison 2017. Zusätzlich vergab der Veranstalter RCS Sport vier Teilnahmeberechtigungen (Wildcards) an UCI Professional Continental Teams, die zweite Klasse von Radsportmannschaften. Darunter befanden sich zwei der vier italienischen Professional-Teams.
Jedes Aufgebot konnte neun Sportler umfassen, sodass das Fahrerfeld des Giro d’Italia 2017 aus insgesamt 198 Athleten bestehen konnte. Zwei Mannschaften gingen jedoch nicht mit der maximalen Fahrerzahl an den Start: das Astana Pro Team erklärte aus Respekt vor dem tödlich verunglückten Michele Scarponi, keinen Fahrer nachzunominieren, und bei der Mannschaft Bardiani CSF wurden die wegen Dopingverdachts suspendierten Fahrer Stefano Pirazzi und Nicola Ruffoni nicht ersetzt.
| WorldTeams (18)- AG2R La Mondiale - Astana - Bahrain-Merida - BMC Racing Team - Bora-Hansgrohe - Cannondale-Drapac - Dimension Data - FDJ - Katusha-Alpecin - Lotto NL-Jumbo - Lotto-Soudal - Movistar Team - Orica-Scott - Quick-Step Floors - Sky - Team Sunweb - Trek-Segafredo - UAE Team Emirates Professional Continental Teams (4)- Bardiani CSF - CCC Sprandi Polkowice - Gazprom-RusVelo - Wilier Triestina-Selle Italia |
| |

## Reglement
Der Führende der Gesamtwertung trägt das Maglia Rosa. Die Gesamtwertung ergab sich wie stets bei internationalen Etappenrennen aus der Addition der gefahrenen Zeiten. Zusätzlich gab es bei den Etappen – außer den Zeitfahretappen – 10, 6 und 4 Sekunden Zeitbonifikation sowie beim zweiten Zwischensprint einer Etappe 3, 2 und 1 Sekunde.
Für die Fahrer, die nach dem 1. Januar 1992 geboren wurden, wurde auf dieser Basis die Nachwuchswertung vergeben, deren Führender mit dem Maglia Bianca ausgezeichnet wurde.
Der Führende der Punktewertung trug das Maglia Ciclamino. Für diese Wertung wurden bei flachen Etappen zwischen 50 und 1 Punkt für die ersten 15, bei mittelschweren Etappen zwischen 25 und 1 Punkt für die ersten 10 sowie bei Bergetappen und Zeitfahren zwischen 15 und 1 Punkt für die ersten 10 Fahrer vergeben. Bei Zwischensprints wurden auf Flachetappen zwischen 20 und 1 Punkt für die ersten 8, bei mittelschweren Etappen zwischen 10 und 1 Punkt für die ersten 5 und bei Bergetappen zwischen 8 und 1 Punkt für die ersten 3 Fahrer vergeben.
Der Führende in der Bergwertung trug das Maglia Azzurra. Punkte wurden vergeben auf der Cima Coppi zwischen 45 und 1 Punkt für die ersten 9, auf Bergen der 1. Kategorie zwischen 35 und 1 Punkt für die ersten 8, auf Bergen der zweiten Kategorie zwischen 15 und 1 für die ersten 6, bei Anstiegen der dritten Kategorie zwischen 7 und 1 Punkt für die ersten 4 und bei Anstiegen der vierten Kategorie zwischen 3 und 1 Punkten für die ersten 3 Fahrer. Bei Bergankünften wurden zwischen 15 und 2 Punkten für die ersten fünf Fahrer vergeben.
Außerdem gab es zwei Mannschaftswertungen. Die Wertung Winning Team war eine Wertung, die sich aus der Addition der Tageszeiten der jeweils drei besten Fahrer des Teams ergab. Die Wertung Super Team ergab sich aus Punkten, die für vordere Platzierungen der Fahrer eines Teams bei den Etappen und Zwischensprints vergeben wurden, zwischen 50 und 1 Punkt für die ersten fünfzehn bei Etappen und zwischen 8 und 1 Punkt für die ersten fünf bei den Zwischensprints.
Daneben gab es noch folgende Sonderpreise:
- Zwischensprintwertung: Auf jeder Etappe (außer Zeitfahren) erhielten die ersten fünf Fahrer bei den Zwischensprints 10, 6, 3, 2, und einen Punkt.
- Ausreißer-Wertung: Sieger wurde  der Fahrer, der im gesamten Rennen am längsten in Ausreißergruppen (in einer Gruppe von maximal zehn Fahrern) aktiv war.
- Kämpferischster Fahrer: Bei Zielankünften, den Zwischensprints und jeder Bergwertung wurden Zähler für dieses Klassement vergeben. Die Anzahl der Zähler entsprach dabei aber nicht den ansonsten dort vergebenen Punkten.
- Fair Play-Wertung: Grundlage für diese Wertung war ein Punktesystem, bei dem es galt, möglichst wenig Zähler zu sammeln. Beispielsweise wurde eine Geldbuße in einen Strafpunkt je 10 Schweizer Franken umgerechnet, Zeitstrafen brachten zwei Punkte je Sekunde.

Die ursprünglich vorgesehene Aufnahme einer Sonderwertung des besten Abfahrers wurde nach Kritik aus Fahrerkreisen aufgegeben.
Der Gesamtsieger erhielt 205.668 Euro, der Zweite 108.412 Euro und der Dritte 48.801 Euro (jeweils aus zwei Preisgeldtöpfen). Ein Etappensieg brachte 11.010 Euro ein, ein Tag im Maglia Rosa 1000 Euro. Der Sieg in der Punktewertung wurde mit 10.000 Euro belohnt, der in der Bergwertung mit 5.000. In den Mannschaftswertungen erhielten die jeweiligen Sieger je 5000 Euro.

## Etappen
Die Rundfahrt setzt sich traditionell aus 21 Etappen zusammen, dazu kommen drei Ruhetage nach der dritten, neunten und fünfzehnten Etappe.
| Etappe     | Datum   | Etappenorte                         | type                 | Länge (km) | Etappensieger      | Gesamtführender   |
| ---------- | ------- | ----------------------------------- | -------------------- | ---------- | ------------------ | ----------------- |
| 1. Etappe  | 5. Mai  | Alghero – Olbia                     | Hügelige Etappe      | 206        | Lukas Pöstlberger  | Lukas Pöstlberger |
| 2. Etappe  | 6. Mai  | Olbia – Tortolì                     | Hügelige Etappe      | 221        | André Greipel      | André Greipel     |
| 3. Etappe  | 7. Mai  | Tortolì – Cagliari                  | Flachetappe          | 148        | Fernando Gaviria   | Fernando Gaviria  |
|            | 8. Mai  | Ruhetag                             | Ruhetag              |            |                    |                   |
| 4. Etappe  | 9. Mai  | Cefalù – Etna                       | Hochgebirgsetappe    | 181        | Jan Polanc         | Bob Jungels       |
| 5. Etappe  | 10. Mai | Pedara – Messina                    | Flachetappe          | 159        | Fernando Gaviria   | Bob Jungels       |
| 6. Etappe  | 11. Mai | Reggio Calabria – Terme Luigiane    | Hügelige Etappe      | 217        | Silvan Dillier     | Bob Jungels       |
| 7. Etappe  | 12. Mai | Castrovillari – Alberobello         | Flachetappe          | 224        | Caleb Ewan         | Bob Jungels       |
| 8. Etappe  | 13. Mai | Molfetta – Peschici                 | Mittelschwere Etappe | 189        | Gorka Izagirre     | Bob Jungels       |
| 9. Etappe  | 14. Mai | Montenero di Bisaccia – Blockhaus   | Hochgebirgsetappe    | 149        | Nairo Quintana     | Nairo Quintana    |
|            | 15. Mai | Ruhetag                             | Ruhetag              |            |                    |                   |
| 10. Etappe | 16. Mai | Foligno – Montefalco                | Einzelzeitfahren     | 39,8       | Tom Dumoulin       | Tom Dumoulin      |
| 11. Etappe | 17. Mai | Florenz – Bagno di Romagna          | Mittelschwere Etappe | 161        | Omar Fraile        | Tom Dumoulin      |
| 12. Etappe | 18. Mai | Forlì – Reggio nell'Emilia          | Flachetappe          | 229        | Fernando Gaviria   | Tom Dumoulin      |
| 13. Etappe | 19. Mai | Reggio nell'Emilia – Tortona        | Flachetappe          | 167        | Fernando Gaviria   | Tom Dumoulin      |
| 14. Etappe | 20. Mai | Castellania Coppi – Oropa           | Hochgebirgsetappe    | 131        | Tom Dumoulin       | Tom Dumoulin      |
| 15. Etappe | 21. Mai | Valdengo – Bergamo                  | Mittelschwere Etappe | 199        | Bob Jungels        | Tom Dumoulin      |
|            | 22. Mai | Ruhetag                             | Ruhetag              |            |                    |                   |
| 16. Etappe | 23. Mai | Rovetta – Bormio                    | Hochgebirgsetappe    | 222        | Vincenzo Nibali    | Tom Dumoulin      |
| 17. Etappe | 24. Mai | Tirano – Canazei                    | Mittelschwere Etappe | 219        | Pierre Rolland     | Tom Dumoulin      |
| 18. Etappe | 25. Mai | Moena – St. Ulrich in Gröden        | Hochgebirgsetappe    | 137        | Tejay van Garderen | Tom Dumoulin      |
| 19. Etappe | 26. Mai | Innichen – Piancavallo              | Hochgebirgsetappe    | 191        | Mikel Landa        | Nairo Quintana    |
| 20. Etappe | 27. Mai | Pordenone – Asiago                  | Hochgebirgsetappe    | 190        | Thibaut Pinot      | Nairo Quintana    |
| 21. Etappe | 28. Mai | Autodromo Nazionale Monza – Mailand | Einzelzeitfahren     | 29,3       | Jos van Emden      | Tom Dumoulin      |

## Wertungen im Rennverlauf
| Etappe         | Etappensieger      | Gesamtwertung Maglia Rosa | Punktewertung Maglia Ciclamino | Bergwertung Maglia Azzurra | Nachwuchswertung Maglia Bianca | Teamwertung       | Trofeo Super Team   |
| -------------- | ------------------ | ------------------------- | ------------------------------ | -------------------------- | ------------------------------ | ----------------- | ------------------- |
| 1              | Lukas Pöstlberger  | Lukas Pöstlberger         | Lukas Pöstlberger (1)          | Cesare Benedetti           | Lukas Pöstlberger (2)          | Bora-hansgrohe    | Bora-hansgrohe      |
| 2              | André Greipel      | André Greipel             | André Greipel (3)              | Daniel Teklehaimanot       | Lukas Pöstlberger (2)          | Orica-Scott       | Lotto Soudal        |
| 3              | Fernando Gaviria   | Fernando Gaviria          | André Greipel (3)              | Daniel Teklehaimanot       | Fernando Gaviria (4)           | Quick-Step Floors | Team Dimension Data |
| 4              | Jan Polanc         | Bob Jungels               | André Greipel (3)              | Jan Polanc                 | Bob Jungels (5)                | Cannondale Drapac | UAE Team Emirates   |
| 5              | Fernando Gaviria   | Bob Jungels               | Fernando Gaviria               | Jan Polanc                 | Bob Jungels (5)                | Cannondale Drapac | Quick-Step Floors   |
| 6              | Silvan Dillier     | Bob Jungels               | Fernando Gaviria               | Jan Polanc                 | Bob Jungels (5)                | Cannondale Drapac | Quick-Step Floors   |
| 7              | Caleb Ewan         | Bob Jungels               | Fernando Gaviria               | Jan Polanc                 | Bob Jungels (5)                | UAE Team Emirates | Quick-Step Floors   |
| 8              | Gorka Izagirre     | Bob Jungels               | Fernando Gaviria               | Jan Polanc                 | Bob Jungels (5)                | UAE Team Emirates | Quick-Step Floors   |
| 9              | Nairo Quintana     | Nairo Quintana            | Fernando Gaviria               | Jan Polanc                 | Davide Formolo                 | Movistar Team     | Quick-Step Floors   |
| 10             | Tom Dumoulin       | Tom Dumoulin              | Fernando Gaviria               | Jan Polanc                 | Bob Jungels                    | Movistar Team     | Quick-Step Floors   |
| 11             | Omar Fraile        | Tom Dumoulin              | Fernando Gaviria               | Jan Polanc                 | Bob Jungels                    | Movistar Team     | Quick-Step Floors   |
| 12             | Fernando Gaviria   | Tom Dumoulin              | Fernando Gaviria               | Omar Fraile                | Bob Jungels                    | Movistar Team     | Quick-Step Floors   |
| 13             | Fernando Gaviria   | Tom Dumoulin              | Fernando Gaviria               | Omar Fraile                | Bob Jungels                    | Movistar Team     | Quick-Step Floors   |
| 14             | Tom Dumoulin       | Tom Dumoulin              | Fernando Gaviria               | Tom Dumoulin (6)           | Bob Jungels                    | Movistar Team     | Quick-Step Floors   |
| 15             | Bob Jungels        | Tom Dumoulin              | Fernando Gaviria               | Tom Dumoulin (6)           | Bob Jungels                    | Movistar Team     | Quick-Step Floors   |
| 16             | Vincenzo Nibali    | Tom Dumoulin              | Fernando Gaviria               | Mikel Landa                | Bob Jungels                    | Movistar Team     | Quick-Step Floors   |
| 17             | Pierre Rolland     | Tom Dumoulin              | Fernando Gaviria               | Mikel Landa                | Bob Jungels                    | Movistar Team     | Quick-Step Floors   |
| 18             | Tejay van Garderen | Tom Dumoulin              | Fernando Gaviria               | Mikel Landa                | Adam Yates                     | Movistar Team     | Quick-Step Floors   |
| 19             | Mikel Landa        | Nairo Quintana            | Fernando Gaviria               | Mikel Landa                | Adam Yates                     | Movistar Team     | Quick-Step Floors   |
| 20             | Thibaut Pinot      | Nairo Quintana            | Fernando Gaviria               | Mikel Landa                | Adam Yates                     | Movistar Team     | Quick-Step Floors   |
| 21             | Jos van Emden      | Tom Dumoulin              | Fernando Gaviria               | Mikel Landa                | Bob Jungels                    | Movistar Team     | Quick-Step Floors   |
| Wertungssieger | Wertungssieger     | Tom Dumoulin              | Fernando Gaviria               | Mikel Landa                | Bob Jungels                    | Movistar Team     | Quick-Step Floors   |

## Doping
Nachdem sie positiv auf ein Derivat verbotener Wachstumshormone getestet worden waren, wurden Stefano Pirazzi und Nicola Ruffoni vom Professional Continental Team Bardiani CSF einen Tag vor Beginn des Rennens durch den Weltverband UCI wegen Dopingverdachts vorläufig gesperrt. Bardiani suspendierte daraufhin die beiden Fahrer, anders als geplant nehmen sie daher auch nicht an der Rundfahrt teil.

## Endstände

### Gesamtwertung
| \| Gesamtwertung \| Gesamtwertung \| Gesamtwertung \| Gesamtwertung \| Gesamtwertung \| \| Fahrer \| Fahrer \| Land \| Team \| Zeit \| \| ------------- \| --------------------- \| ---------------------- \| --------------------- \| ---------------- \| \| 1. \| Tom Dumoulin \| Niederlande \| Team Sunweb \| 90 h 34 min 54 s \| \| 2. \| Nairo Quintana \| Kolumbien \| Movistar Team \| + 31 s \| \| 3. \| Vincenzo Nibali \| Italien \| Bahrain-Merida \| + 40 s \| \| 4. \| Thibaut Pinot \| Frankreich \| FDJ \| + 1 min 17 s \| \| 5. \| İlnur Zäkärin \| Russland \| Katusha-Alpecin \| + 1 min 56 s \| \| 6. \| Domenico Pozzovivo \| Italien \| AG2R La Mondiale \| + 3 min 11 s \| \| 7. \| Bauke Mollema \| Niederlande \| Trek-Segafredo \| + 3 min 41 s \| \| 8. \| Bob Jungels \| Luxemburg \| Quick-Step Floors \| + 7 min 04 s \| \| 9. \| Adam Yates \| Vereinigtes Königreich \| Orica-Scott \| + 8 min 10 s \| \| 10. \| Davide Formolo \| Italien \| Cannondale-Drapac \| + 15 min 17 s \| \| 11. \| Jan Polanc \| Slowenien \| UAE Team Emirates \| + 18 min 06 s \| \| 12. \| Jan Hirt \| Tschechien \| CCC Sprandi Polkowice \| + 20 min 49 s \| \| 13. \| Maxime Monfort \| Belgien \| Lotto-Soudal \| + 21 min 59 s \| \| 14. \| Dario Cataldo \| Italien \| Astana \| + 24 min 40 s \| \| 15. \| Sébastien Reichenbach \| Schweiz \| FDJ \| + 28 min 11 s \| \| 16. \| Patrick Konrad \| Österreich \| Bora-Hansgrohe \| + 35 min 50 s \| \| 17. \| Mikel Landa \| Spanien \| Team Sky \| + 37 min 09 s \| \| 18. \| Andrey Amador \| Costa Rica \| Movistar Team \| + 37 min 49 s \| \| 19. \| Hubert Dupont \| Frankreich \| AG2R La Mondiale \| + 38 min 45 s \| \| 20. \| Tejay van Garderen \| Vereinigte Staaten \| BMC Racing Team \| + 57 min 13 s \| |                       |                        |                       |                  |
| |                       |                        |                       |                  |
| Quelle: ProCyclingStats |                       |                        |                       |                  |
| Gesamtwertung |                       |                        |                       |                  |
| Fahrer | Fahrer                | Land                   | Team                  | Zeit             |
| 1. | Tom Dumoulin          | Niederlande            | Team Sunweb           | 90 h 34 min 54 s |
| 2. | Nairo Quintana        | Kolumbien              | Movistar Team         | + 31 s           |
| 3. | Vincenzo Nibali       | Italien                | Bahrain-Merida        | + 40 s           |
| 4. | Thibaut Pinot         | Frankreich             | FDJ                   | + 1 min 17 s     |
| 5. | İlnur Zäkärin         | Russland               | Katusha-Alpecin       | + 1 min 56 s     |
| 6. | Domenico Pozzovivo    | Italien                | AG2R La Mondiale      | + 3 min 11 s     |
| 7. | Bauke Mollema         | Niederlande            | Trek-Segafredo        | + 3 min 41 s     |
| 8. | Bob Jungels           | Luxemburg              | Quick-Step Floors     | + 7 min 04 s     |
| 9. | Adam Yates            | Vereinigtes Königreich | Orica-Scott           | + 8 min 10 s     |
| 10. | Davide Formolo        | Italien                | Cannondale-Drapac     | + 15 min 17 s    |
| 11. | Jan Polanc            | Slowenien              | UAE Team Emirates     | + 18 min 06 s    |
| 12. | Jan Hirt              | Tschechien             | CCC Sprandi Polkowice | + 20 min 49 s    |
| 13. | Maxime Monfort        | Belgien                | Lotto-Soudal          | + 21 min 59 s    |
| 14. | Dario Cataldo         | Italien                | Astana                | + 24 min 40 s    |
| 15. | Sébastien Reichenbach | Schweiz                | FDJ                   | + 28 min 11 s    |
| 16. | Patrick Konrad        | Österreich             | Bora-Hansgrohe        | + 35 min 50 s    |
| 17. | Mikel Landa           | Spanien                | Team Sky              | + 37 min 09 s    |
| 18. | Andrey Amador         | Costa Rica             | Movistar Team         | + 37 min 49 s    |
| 19. | Hubert Dupont         | Frankreich             | AG2R La Mondiale      | + 38 min 45 s    |
| 20. | Tejay van Garderen    | Vereinigte Staaten     | BMC Racing Team       | + 57 min 13 s    |

### Punktewertung
| Punktewertung | Punktewertung        | Punktewertung | Punktewertung                 | Punktewertung |
| Fahrer        | Fahrer               | Land          | Team                          | Punkte        |
| ------------- | -------------------- | ------------- | ----------------------------- | ------------- |
| 1.            | Fernando Gaviria     | Kolumbien     | Quick-Step Floors             | 325 P.        |
| 2.            | Jasper Stuyven       | Belgien       | Trek-Segafredo                | 192 P.        |
| 3.            | Sam Bennett          | Irland        | Bora-Hansgrohe                | 117 P.        |
| 4.            | Daniel Teklehaimanot | Eritrea       | Dimension Data                | 100 P.        |
| 5.            | Lukas Pöstlberger    | Österreich    | Bora-Hansgrohe                | 98 P.         |
| 6.            | Tom Dumoulin         | Niederlande   | Team Sunweb                   | 80 P.         |
| 7.            | Pawel Brutt          | Russland      | Gazprom-RusVelo               | 76 P.         |
| 8.            | Kristian Sbaragli    | Italien       | Dimension Data                | 76 P.         |
| 9.            | Eugert Zhupa         | Albanien      | Wilier Triestina-Selle Italia | 70 P.         |
| 10.           | Roberto Ferrari      | Italien       | UAE Team Emirates             | 70 P.         |

### Bergwertung
| Bergwertung | Bergwertung        | Bergwertung | Bergwertung       | Bergwertung |
| Fahrer      | Fahrer             | Land        | Team              | Punkte      |
| ----------- | ------------------ | ----------- | ----------------- | ----------- |
| 1.          | Mikel Landa        | Spanien     | Team Sky          | 224 P.      |
| 2.          | Luis León Sánchez  | Spanien     | Astana            | 118 P.      |
| 3.          | Omar Fraile        | Spanien     | Dimension Data    | 104 P.      |
| 4.          | Nairo Quintana     | Kolumbien   | Movistar Team     | 70 P.       |
| 5.          | Pierre Rolland     | Frankreich  | Cannondale-Drapac | 70 P.       |
| 6.          | İlnur Zäkärin      | Russland    | Katusha-Alpecin   | 66 P.       |
| 7.          | Igor Antón         | Spanien     | Dimension Data    | 56 P.       |
| 8.          | Tom Dumoulin       | Niederlande | Team Sunweb       | 55 P.       |
| 9.          | Domenico Pozzovivo | Italien     | AG2R La Mondiale  | 54 P.       |
| 10.         | Thibaut Pinot      | Frankreich  | FDJ               | 53 P.       |

### Nachwuchswertung
| Nachwuchswertung | Nachwuchswertung    | Nachwuchswertung       | Nachwuchswertung  | Nachwuchswertung  |
| Fahrer           | Fahrer              | Land                   | Team              | Zeit              |
| ---------------- | ------------------- | ---------------------- | ----------------- | ----------------- |
| 1.               | Bob Jungels         | Luxemburg              | Quick-Step Floors | 90 h 41 min 58 s  |
| 2.               | Adam Yates          | Vereinigtes Königreich | Orica-Scott       | + 1 min 06 s      |
| 3.               | Davide Formolo      | Italien                | Cannondale-Drapac | + 8 min 13 s      |
| 4.               | Jan Polanc          | Slowenien              | UAE Team Emirates | + 11 min 02 s     |
| 5.               | Laurens De Plus     | Belgien                | Quick-Step Floors | + 1 h 12 min 56 s |
| 6.               | Simone Petilli      | Italien                | UAE Team Emirates | + 1 h 22 min 30 s |
| 7.               | Sebastián Henao     | Kolumbien              | Team Sky          | + 1 h 37 min 00 s |
| 8.               | François Bidard     | Frankreich             | AG2R La Mondiale  | + 2 h 01 min 59 s |
| 9.               | Alexander Foliforow | Russland               | Gazprom-RusVelo   | + 2 h 02 min 26 s |
| 10.              | Gregor Mühlberger   | Österreich             | Bora-Hansgrohe    | + 2 h 05 min 30 s |

### Mannschaftswertung
| Mannschaftswertung | Mannschaftswertung | Mannschaftswertung | Mannschaftswertung |
| Team               | Team               | Land               | Zeit               |
| ------------------ | ------------------ | ------------------ | ------------------ |
| 1.                 | Movistar Team      | Spanien            | 272 h 21 min 54 s  |
| 2.                 | AG2R La Mondiale   | Frankreich         | + 59 min 46 s      |
| 3.                 | FDJ                | Frankreich         | + 1 h 19 min 56 s  |
| 4.                 | Bahrain-Merida     | Bahrain            | + 1 h 24 min 52 s  |
| 5.                 | Cannondale-Drapac  | Vereinigte Staaten | + 1 h 27 min 19 s  |